# Jean-Marie Gustave Le Clézio
Jean-Marie Gustave Le Clézio, que assina J.M.G. Le Clézio (Nice, 13 de abril de 1940), é um escritor franco-mauriciano.
Recebeu o Nobel de Literatura de 2008.

## Biografia
Jean-Marie Le Clézio é filho de Raoul Le Clézio, um cirurgião mauriciano, e de sua prima-irmã, Simone Le Clézio, francesa, ambos oriundos de uma família bretã que, no século XVIII, emigrou para a Ilha Maurício e adquiriu a cidadania britânica, após a anexação da ilha pelo Império. Ali era permitido aos colonos manterem as suas propriedades e o uso da língua francesa.
Durante a Segunda Guerra Mundial, a família ficou separada, pois o pai estava impossibilitado de juntar-se à mãe e aos filhos, em Nice. Após a guerra, quando Jean-Marie tinha 8 anos, a família se reuniu novamente, na Nigéria, onde o pai servia como cirurgião do exército britânico.
Le Clézio estudou na Universidade de Bristol, concluiu seu curso de graduação em literatura francesa, no Institut d’Études Litteraires de Nice, passou vários anos entre Bristol e Londres, e, afinal, foi para os Estados Unidos onde se tornou professor.
Tornou-se famoso aos 23 anos, com seu primeiro romance, Le Procès-verbal ("O interrogatório"), que foi selecionado para o Prêmio Goncourt e obteve o Prêmio Renaudot, em 1963.
Desde então, publicou cerca de quarenta livros, incluindo contos, romances, ensaios, duas traduções sobre o tema da mitologia indígena americana, inúmeros comentários e prefácios, assim como algumas participações em obras coletivas.
Sua carreira de escritor pode ser dividida em dois grandes períodos. De 1963 a 1975, Le Clézio explorou temas como a loucura, a linguagem, a escrita, dedicando-se à experimentação formal na sequência de contemporâneos, tais como Georges Perec ou Michel Butor. A obra de Le Clézio foi muito elogiada por intelectuais como Michel Foucault e Gilles Deleuze.
No final dos anos 1970, o estilo do escritor sofre uma mudança drástica, quando ele abandona a experimentação e seus romances se tornam menos atormentados. Passa a abordar  temas como infância, adolescência e viagens, tornando-se mais popular. Em 1980, Le Clézio foi o primeiro vencedor do recém-criado prêmio Paul Morand, adjudicado a Désert pela Academia Francesa.
Em 1994, uma enquete realizada pela revista francesa Lire  mostrou que 13% dos leitores consideram-no o maior escritor francês da atualidade.
Le Clézio obteve o seu mestrado com uma tese sobre Henri Michaux na Universidade de Aix-en-Provence, em  1964, e concluiu sua tese de doutorado em 1983, sobre a história do México, na Universidade de Perpignan. Ele é especialista em Michoacán.
Casado desde 1975 com Jémia, que é marroquina, tem duas filhas (uma do primeiro casamento). Desde 1990, vive entre Albuquerque, Maurícia e Nice , e continua a escrever.
“Je veux écrire une autre parole qui ne maudisse pas, qui n’exècre pas, qui ne vicie pas, qui ne propage pas la maladie.”

## Livros publicados em português

### Em Portugal
- O Caçador de Tesouros, Assírio & Alvim (1994)
- Deserto, Dom Quixote (1986)
- Diego & Frida, Relógio D’Água (1994)
- Estrela Errante, Dom Quixote (1994)
- A Febre, Ulisseia (1967)
- Índio Branco, Fenda (1989)
- O Processo de Adão Pollo, Europa-América (reimpressão 2008)
- Raga: abordagem do continente invisível, Sextante (2008)

### No Brasil
- História do Pé, Cosac Naify, 2012
- Refrão da Fome, Cosac Naify, 2009
- O Africano, Cosac Naify, 2007
- O Peixe Dourado, Companhia das Letras, 2001
- A Quarentena, Companhia das Letras, 1997
- Diego e Frida, Scritta, 1994
- O deserto, Brasiliense, 1987